# NGC 6902B
NGC 6902B في الفهرس العام الجديد، هي مجرة، تقع في كوكبة الرامي. اكتشفت بواسطة جون هيرشل.

## روابط خارجية
- NGC 6902B على موقع ويكي سكاي: DSS2, SDSS, GALEX, IRAS, Hydrogen α, X-Ray, Astrophoto, Sky Map, Articles and images